# Normaldruckglaukom
Das Normaldruckglaukom (veraltet: Niederdruckglaukom) ist eine Form des Glaukoms (Grüner Star), bei der kein erhöhter Augeninnendruck vorliegt, sondern die Augeninnendruckwerte im Normbereich bis etwa 21 mmHg liegen. Es besteht zudem eine Korrelation mit Durchblutungsstörungen und niedrigem Blutdruck (arterieller Hypotonie). Die Schäden am Sehnerv werden deshalb nicht durch mechanische Einflüsse ausgelöst, sondern stellen das Krankheitsbild einer vaskulären Neuropathie dar, welches eine interdisziplinäre Behandlung durch Augenarzt und Internist erforderlich macht.

## Bedeutung
Traditionsgemäß wurde die Diagnose eines Glaukoms anhand der Messung des Augeninnendrucks (Tonometrie) erhärtet, falls er über 21 mm Hg lag. Außerdem galten Personen mit Werten über 21 mm Hg als glaukomgefährdet, auch wenn noch keine Anzeichen für ein Glaukom vorhanden waren. Mit Augeninnendruckwerten bis 21 mm Hg und unauffälligem Augenhintergrund (Fundus oculi) wurde kein Glaukomrisiko diagnostiziert. In den letzten Jahrzehnten wurde jedoch immer klarer, dass ein Augeninnendruck zwischen 11 und 21 mm Hg die Entwicklung eines Glaukoms keinesfalls ausschließt. Ganz im Gegenteil geht man heute davon aus, dass in Europa 30–40 % aller Glaukome Normaldruckglaukome sind. In Japan wird der Anteil dieser Variante an allen Glaukomerkrankungen auf ca. 90 % veranschlagt.
Da ein Normaldruckglaukom keinen erhöhten Augendruck aufweist, sind sogenannte Screening-Untersuchungen, die sich bei der Beurteilung eines Glaukomrisikos allein auf die Höhe des Augeninnendrucks stützen, für eine Früherkennung einer möglichen Krankheitsanfälligkeit ungeeignet. Anzeichen für ein Risiko können dann nur über die für ein Glaukom typischen Veränderungen am Sehnervenkopf (Papille) und, bei fortgeschrittenen Krankheitsbildern, anhand von Gesichtsfeldausfällen (Skotomen) und Sehschärfenverschlechterung festgestellt werden.

## Risikofaktoren
Als ein wichtiger Risikofaktor des Normaldruckglaukoms gilt eine generelle Durchblutungsproblematik mit einer sogenannten vaskulären Dysregulation, also mit Phasen einer unzureichenden Durchblutung aufgrund von Regulationsstörungen der Blutgefäße. Okulärer Blutfluss ist beim Normaldruckglaukom im Vergleich zu Gesunden vermindert. Eine Ursache hierfür kann ein zu niedriger Blutdruck sein. Vor allem nachts – und damit oft unbemerkt – kann es bei den Betroffenen zu einem starken Absinken des Blutdrucks kommen, der zu einer Sauer- und Nährstoffminderversorgung der Sinneszellen im Auge führt. Ein solcher Komplex von Symptomen, die einem Normaldruckglaukom vorausgehen (Disposition (Medizin)) oder es begleiten können, wird als Flammer-Syndrom bezeichnet. Es handelt sich hierbei um Abweichungen im Blutgefäßsystems, das sich in zahlreichen Symptomen wie niedrigem Blutdruck oder kalten Händen und Füßen äußern kann. Weitere mögliche Auffälligkeiten bei Patienten mit Flammer-Syndrom sind Tinnitus, Migräne, verlängerte Einschlafzeiten, vermindertes Durstgefühl und eine erhöhte Empfindlichkeit für Schmerzen, Gerüche und eine Reihe von Medikamenten.

## Diagnostik
Die wichtigste Untersuchung ist die Ophthalmoskopie, die Ansicht des Augenhintergrundes durch den Augenarzt. Bei einem Normaldruckglaukom finden sich dabei die typischen Glaukomschäden, wie die Eindellung (Exkavation) des Sehnervenkopfes (der Papille) und die Ausdünnung des Randsaumes der Papille. Zum Feststellen etwaiger bereits eingetretener Gesichtsfeldausfälle wird die Gesichtsfelduntersuchung (Perimetrie) angewandt.
Eine erheblich verfeinerte Diagnostik erlauben neuere bildgebende Verfahren, wie zum Beispiel HRT (Scanning-Laser-Tomographie), RTA (Netzhautdickenmessung), GDx (Scanning-Laser-Polarimetrie) oder OCT (Optische Kohärenztomographie). Hierbei können reproduzierbar und detailliert bereits geringgradige Schädigungen erfasst werden. Sie bieten für Frühstadienbeurteilung und Verlaufskontrollen eine diagnostische Unterstützung.
Da Normaldruckglaukome mit hoher Wahrscheinlichkeit eine vaskuläre (blutgefäßbedingte) Ursache haben und ein typisches Kennzeichen des Normaldruckglaukoms ein niedriger oder schwankender Blutdruck ist, wird eine 24-Stunden-Blutdruckmessung für sinnvoll erachtet.

## Behandlung
Beim Normaldruckglaukom ist noch mehr als beim Hochdruckglaukom eine internistische Therapie möglicher vaskulärer Grunderkrankungen in Betracht zu ziehen. Hier hat sich indes noch keine Standardbehandlung etabliert. Zu den Ansätzen einer Stabilisierung des Blutdrucks, im Sinne einer Vermeidung von zu niedrigen oder schwankenden Blutdruckwerten, gehören diätetische Maßnahmen (salzreiche Kost) oder die Verabreichung von Blutdruck erhöhenden Medikamenten in leichter Dosierung. Eine enge, interdisziplinäre Zusammenarbeit zwischen Ophthalmologen und Internisten bei der Behandlung solcher Patienten ist von Bedeutung.
Es gibt eine große Anzahl von wissenschaftlichen Publikationen mit Hinweisen auf die Förderung von Durchblutung – speziell in kleinen Blutgefäßen – durch Extrakte aus den Blättern von Ginkgo biloba. Diese Hinweise wurden auch vielfach für die Fälle des Normaldruckglaukoms beschrieben.